# 建議的最大酒精飲料攝取量
關於安全的酒精最大摄入量或安全限度，全球没有达成共识。各国政府的卫生机构所提供的飲酒指导方针各不相同。美国心脏协会建议那些尚未饮用酒精饮料的人不應該接觸酒精飲料，因为飲酒可能會造成长期负面影响。

## 男性

### 每日最多饮酒量
- 奥地利：24克酒精
- 捷克共和国：24克
- 德国：24克/天
- 香港：20克/天[4]
- 意大利：40克（老年人为30克）[5]
- 荷兰：10克（建议0克）[6]
- 葡萄牙：37克[7]
- 瑞典：20克[8]
- 中華人民共和國：25克[9]

上述國家的衛生機構基本上建議男性的酒精攝入量控制在每天20-40克之间。

## 既不怀孕也非哺乳期的妇女

### 每日最多饮酒量
- 奥地利：16克
- 捷克：16克
- 德国：12克/天
- 意大利：30克（老年妇女为25克）[5]
- 荷兰：19.8克
- 葡萄牙：18.5克[7]
- 西班牙：20克
- 瑞典：10克
- 中華人民共和國：15克[9]

上述國家和地區的衛生機構基本上建議非懷孕和非哺乳期女性的酒精攝入量控制在每天20-40克之间。

## 孕妇
- 澳大利亚：怀孕期间和準備怀孕时應完全禁酒[10][11]

- 加拿大：「如果已怀孕或準備怀孕，请不要喝酒」[12]

- 法国：完全禁酒[13]

- 香港：「怀孕期间戒酒是最安全的选择」[14]

- 冰岛：建议孕妇在怀孕期间禁酒，因为不存在安全的飲酒量

- 以色列：妇女在怀孕前和怀孕期间应避免饮酒[15]

- 荷兰：禁酒

- 新西兰：怀孕或準備怀孕的妇女应避免饮酒

- 挪威：禁酒[16]

- 中華人民共和國：禁止飲酒[9]

- 美国：怀孕期间和準備怀孕期间應完全禁酒[17]

简而言之，上述所有国家和地區的衛生機構建议，如果妇女要怀孕或可能怀孕，就不要饮酒。

## 哺乳期
- 澳大利亚：建议完全戒酒[10][11]
- 香港：避免喝酒和含酒精饮料[18]
- 冰岛：建议完全戒酒，因为不存在安全的飲酒量
- 新西兰：建议戒酒，特别是在母乳喂养期間的第一个月[19]

## 未成年人
各国对未成年人飲酒也有不同的建议。
- 英國：15岁以下的儿童不应喝酒。15-17岁的儿童每周只喝一天酒，而且只能在監護人或父母的监督下飲用[20][21][22]
- 中華人民共和國：禁止飲酒[9]